# Senningerberg
Senningerberg (lb. Sennengerbierg) – wieś (Uertschaft) w środkowym Luksemburgu, w kantonie Luksemburg, w gminie Niederanven. Do 3 października 2015 miejscowość leżała w dystrykcie Luksemburg. Liczy 1784 mieszkańców (1 stycznia 2023). 